# Мелниці
44°58′ пн. ш. 15°01′ сх. д. / 44.96° пн. ш. 15.01° сх. д.
Мелниці (хорв. Melnice) — населений пункт у Хорватії, у Лицько-Сенській жупанії у складі міста Сень.

## Населення
Населення за даними перепису 2011 року становило 57 осіб.
Динаміка чисельності населення поселення:

## Клімат
Середня річна температура становить 6,83 °C, середня максимальна – 19,42 °C, а середня мінімальна – -5,98 °C. Середня річна кількість опадів – 1573 мм.
| Клімат поселення                              | Клімат поселення | Клімат поселення | Клімат поселення | Клімат поселення | Клімат поселення | Клімат поселення | Клімат поселення | Клімат поселення | Клімат поселення | Клімат поселення | Клімат поселення | Клімат поселення | Клімат поселення |
| Показник                                      | Січ.             | Лют.             | Бер.             | Квіт.            | Трав.            | Черв.            | Лип.             | Серп.            | Вер.             | Жовт.            | Лист.            | Груд.            |                  |
| Середній максимум, °C                         | 3,74             | 4,03             | 6,27             | 9,99             | 14,95            | 18,46            | 19,42            | 19,18            | 15,35            | 11,41            | 6,51             | 3,39             |                  |
| Середня температура, °C                       | −1,11            | −0,83            | 1,42             | 5,14             | 10,09            | 13,62            | 15,81            | 15,57            | 11,75            | 7,80             | 2,90             | −0,21            |                  |
| Середній мінімум, °C                          | −5,98            | −5,67            | −3,43            | 0,30             | 5,24             | 8,77             | 12,22            | 11,96            | 8,16             | 4,19             | −0,69            | −3,81            |                  |
| Норма опадів, мм                              | 111              | 112              | 119              | 134              | 115              | 123              | 79               | 104              | 147              | 176              | 196              | 157              |                  |
| Середньомісячна швидкість вітру, м/с          | 4.04             | 4.14             | 4.06             | 3.68             | 3.37             | 3.16             | 3.04             | 3.06             | 3.39             | 3.79             | 4.26             | 4.42             |                  |
| Середньомісячна сонячна радіація, кДж/м²·день | 4497             | 7280             | 10588            | 15015            | 19151            | 20698            | 22551            | 19090            | 14107            | 9210             | 4910             | 3777             |                  |
| --------------------------------------------- | ---------------- | ---------------- | ---------------- | ---------------- | ---------------- | ---------------- | ---------------- | ---------------- | ---------------- | ---------------- | ---------------- | ---------------- | ---------------- |
| Джерело:                                      |                  |                  |                  |                  |                  |                  |                  |                  |                  |                  |                  |                  |                  |